# Rhinolophus kahuzi
Rhinolophus kahuzi — вид рукокрилих родини Підковикові (Rhinolophidae).

## Поширення
Вид відомий лише по одній особині самця, що був знайдений у горах Кагузі на сході Демократичної Республіки Конго. Мешкає у змішаних лісах на висоті 2600 м.

## Опис
Кажан малих розмірів, з довжиною голови і тіла 57 мм, довжина передпліччя 54,5 мм, довжина хвоста 24,1 мм, довжина вух 34,5 мм і вага до 13 г.